# Бурригтер, Дерк
Дерк Бурригтер (нидерл. Derk Boerrigter [ˈdɛrk ˈbuːˌrɪχtər]; родился 16 октября 1986, Олдензал) — нидерландский футболист, игравший на позиции нападающего и атакующего полузащитника. Воспитанник футбольной школы «Твенте». Выступал за команды «Харлем», «Зволле», «Валвейк», «Аякс» и «Селтик».

## Детство и ранние годы
Дерк Бурригтер родился 16 октября 1986 года в городе Олдензал. У Дерка есть также старший и младший брат. Футболом Бурригтер начал заниматься в возрасте пяти или семи лет в юношеской команде клуба «Квик '20». В возрасте 12 лет, после просмотра в клубе «Твенте», был взят в юношескую команду этого клуба, а уже через два года Бурригтер получил вызов в юношескую сборную Нидерландов до 15 лет. В 2003 году перешёл в футбольную академию «Твенте/Хераклес»; уже тогда рослым полузащитником заинтересовалось несколько клубов.

## Клубная карьера

### «Аякс»
В 2005 году Дерком Бурригтером заинтересовался ПСВ и «Аякс», а также несколько немецких клубов, но в конечном счёте футболист решил перейти в «Аякс». 7 мая подписал с амстердамцами контракт на два года, и после летнего перерыва присоединился к молодёжному составу «Аякса», чьим главным тренером тогда являлся Джон ван ден Бром. В составе молодёжки «Аякса» Дерк участвовал в розыгрыше Кубка Нидерландов сезона 2005/06, хотя за молодёжный состав выступали также и опытные футболисты, такие как Яннис Анастасиу, Ханс Вонк, Хуанфран и другие. В конце октября 2005 года Дерк и ещё несколько молодых игроков были переведены в основной состав. В Кубке Нидерландов молодёжный состав смог дойти до 1/16 финала кубка, а основной смог дойти до финала, в котором «Аякс» со счётом 2:1 обыграл ПСВ.

### «Харлем»
В конце января 2007 года руководство «Аякса» решило отдать 20-летнего Бурригтера в аренду на полгода в клуб «Харлем», выступающий в Первом дивизионе Нидерландов. За «Харлем» Дерк дебютировал 2 февраля в домашнем матче против АГОВВ, Бурригтер вышел на замену на 70-й минуте, заменив нападающего Марвина Вейкса. Матч завершился вничью со счётом 1:1, в составе «Харлема» голом отметился Рэй Франкель, а у АГОВВ Рюд тер Хейде. В восьми матчах за «Харлем» Дерк забил лишь один гол, а также получил одну жёлтую карточку. Контракт Дерка с «Аяксом» заканчивался 1 июля 2007 года, однако руководство амстердамцев не стало продлевать соглашение с игроком.

### «Зволле»

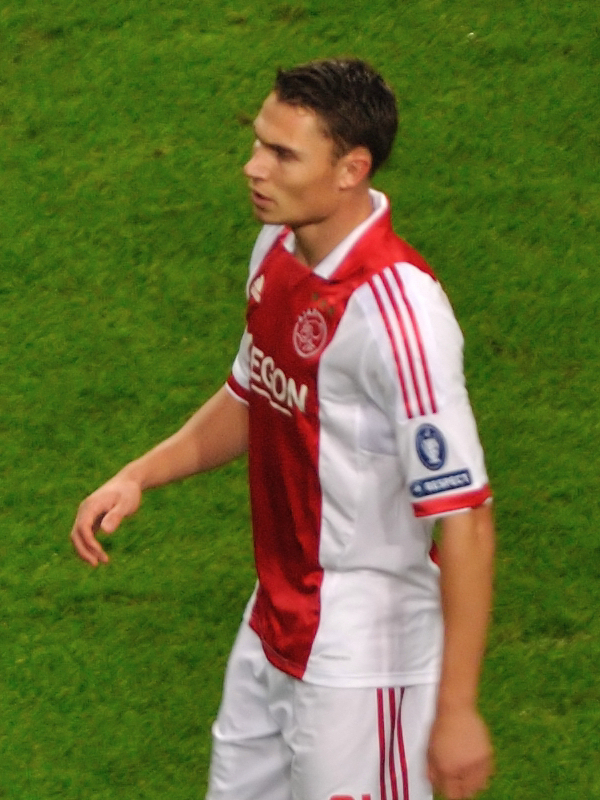
Бурригтер в «Аяксе», сентябрь 2011 г.

Став свободным игроком Дерк подписал двухлетний контракт с клубом первого дивизиона «Зволле». В составе этого клуба Бурригтер дебютировал 10 августа в гостевом матче чемпионата против «Харлема». Уже на 9-й минуте матча хозяева поля повели, отличился защитник Марсел Акербом, но в самой концовке матча «Зволле» смог уйти от поражения, спасительный гол забил вышедший на замену бразилец Жускемар Борилли, для которого этот гол стал дебютным в команде. Лишь спустя два месяца Дерку удалось забить первый гол за «Зволле», в матче против АГОВВ, который состоялся 12 октября, команда Бурригтера разгромила гостей со счётом 5:0. В дебютном сезоне за клуб Дерк забил лишь 3 гола в 32 матчах чемпионата, по итогам которого, «Зволле» занял четвёртое место.
Второй сезон в команде для Дерка выдался более удачным, хотя после начала чемпионата Бурригтер не забивал более двух месяцев. В 31 матче чемпионата Бурригтер забил восемь голов и отдал шесть результативных передач. По забитым мячам в клубе Дерк разделил первое место с Дэйвом Хёймансом, у которого также было на счету восемь забитых мячей в 31 матче.

### «Валвейк»
В апреле 2009 года руководство «Зволле» начало вести переговоры о продлении контракта с Бурригтером, и ещё с нескольким игроками у которых заканчивался контракт с клубом. В итоге «Зволле» так и не смог подписать новый контракт с Дерком и он в качестве свободного игрока в начале июня подписал двухлетний контракт с «Валвейком».
В Высшем дивизионе Нидерландов Бурригтер дебютировал 1 августа 2009 года, в домашнем матче против «Утрехта», Дерк отыграл в матче 73 минут, после которых его заменили на нападающего Фреда Бенсона. Матч завершился минимальной победой «Утрехта» со счётом 0:1, в составе победителей голом отличился форвард Рикки ван Волфсвинкел. В первых семи матчах чемпионата с участием Бурригтера его команда неизменно проигрывала, в том числе и его бывшим командам — «Аяксу» и «Твенте». Лишь в восьмом туре чемпионата в матче против «Роды», «Валвейк» добился первой победы в сезоне, обыграв соперника со счётом 4:1. Один из мячей был на счету Бурригтера, Дерк отметился голом на 56-й минуте, а на 73-й он был заменён на Фреда Бенсона, который также отличился забитым мячом.
19 декабря «Валвейк» неожиданно нанёс крупное поражение роттердамской «Спарте», обыграв их на своём поле со счётом 4:1. Уже к 25-й минуте «Валвейк» вёл 2:0, оба мяча были на счету Бурригтера, который забил свой первый дубль в карьере. Ещё до конца первого тайма игроки «Валвейка» увеличили своё преимущество, на 39-й минуте отличился Кеми Агустьен, а в самом начале второго тайма счёт стал разгромным, с передачи Бурригтера отличился Бенсон. «Спарта» смогла ответить лишь одним голом Дарко Бодула. Для Дерка и его команды эта победа стал четвёртой в сезоне, но клуб продолжал оставаться на последнем месте в чемпионате.
В конце марта 2010 года «Валвейк» решил воспользоваться опцией в контракте Бурригтера и продлить с ним контракт ещё на два сезона, до 2012 года. К концу сезона на счету Дерка было семь забитых голов в 31 матче чемпионата, именно он и стал лучшим бомбардиром своей команды, которая по итогам сезона заняла последнее место и покинула элитный дивизион Нидерландов.

### Возвращение в «Аякс»
31 мая 2011 года 24-летний Дерк Бурригтер подписал трёхлетний контракт с амстердамским «Аяксом».

### «Селтик»
29 июля 2013 года Бурригтер прошёл медицинское обследование для «Селтика» и согласовал с клубом условия личного четырёхлетнего контракта. Дерк стал десятым нидерландским футболистом в истории «Селтика». По некоторым данным, сумма трансфера составила более 2 млн евро. В шотландской Премьер-лиге нападающий дебютировал 3 августа в матче первого тура с клубом «Росс Каунти», однако до конца матча Бурригетр не доиграл из-за травмы — на 39 минуте первого тайма его заменил Тони Уотт.

## Достижения
«Валвейк»
- Победитель Эрстедивизи: 2010/11

«Аякс»
- Чемпион Нидерландов (2): 2011/12, 2012/13
- Обладатель Суперкубка Нидерландов: 2013[30]

«Селтик»
- Чемпион Шотландии: 2013/14

## Статистика выступлений
| Клуб             | Сезон            | Чемпионат | Чемпионат | Кубок | Кубок | Кубок лиги | Кубок лиги | Суперкубок | Суперкубок | Европейские кубки | Европейские кубки | Итого | Итого |
| Клуб             | Сезон            | Игры      | Голы      | Игры  | Голы  | Игры       | Голы       | Игры       | Голы       | Игры              | Голы              | Игры  | Голы  |
| ---------------- | ---------------- | --------- | --------- | ----- | ----- | ---------- | ---------- | ---------- | ---------- | ----------------- | ----------------- | ----- | ----- |
| Харлем (аренда)  | 2006/07          | 8         | 1         | 0     | 0     |            |            |            |            |                   |                   | 8     | 1     |
| Харлем (аренда)  | Итого            | 8         | 1         | 0     | 0     |            |            |            |            |                   |                   | 8     | 1     |
| Зволле           | 2007/08          | 32        | 3         | 4     | 2     |            |            |            |            |                   |                   | 36    | 5     |
| Зволле           | 2008/09          | 31        | 8         | 1     | 0     |            |            |            |            |                   |                   | 32    | 8     |
| Зволле           | Итого            | 63        | 11        | 5     | 2     |            |            |            |            |                   |                   | 68    | 13    |
| Валвейк          | 2009/10          | 31        | 7         | 1     | 0     |            |            |            |            |                   |                   | 32    | 7     |
| Валвейк          | 2010/11          | 33        | 18        | 5     | 4     |            |            |            |            |                   |                   | 38    | 22    |
| Валвейк          | Итого            | 64        | 25        | 6     | 4     |            |            |            |            |                   |                   | 70    | 29    |
| Аякс             | 2011/12          | 17        | 7         | 1     | 2     |            |            | 1          | 0          | 4                 | 1                 | 23    | 10    |
| Аякс             | 2012/13          | 30        | 5         | 5     | 0     |            |            | 0          | 0          | 8                 | 1                 | 43    | 6     |
| Аякс             | Итого            | 47        | 12        | 6     | 2     |            |            | 1          | 0          | 12                | 2                 | 66    | 16    |
| Селтик           | 2013/14          | 14        | 1         | 2     | 0     | 1          | 0          |            |            | 5                 | 0                 | 22    | 1     |
| Селтик           | Итого            | 14        | 1         | 2     | 0     | 1          | 0          |            |            | 5                 | 0                 | 22    | 1     |
| Всего за карьеру | Всего за карьеру | 196       | 50        | 19    | 8     | 1          | 0          | 1          | 0          | 17                | 2                 | 234   | 60    |

(откорректировано по состоянию на 7 апреля 2014 года)